# Trianaea
Trianaea je biljni rod krumpirovki smješten u tribus Solandreae, dio potporodice Solanoideae. Pripada mu 3 južnoameričke vrste epifita rasprostranjenih od Kolumbije do Perua.
Rod je opisan u Catalogue des Plantes Exotiques 8: 4. 1853.

## Vrste
1. Trianaea brevipes (Cuatrec.) S.Knapp
2. Trianaea naeka S.Knapp; ekvadorski endem
3. Trianaea nobilis Planch. & Linden